# 安齊重男
安齊重男（日语：／ Anzai Shigeo */?，1939年—2020年8月13日），日本摄影家，多摩美术大学客座教授。自称“现代美术的助跑者”。

## 生平
1939年生于神奈川縣厚木市。1957年毕业于神奈川县立平塚高等学校应用化学科，1957年至1964年在日本石油中央技术研究所工作。1950年代后期开始自学绘画。1969年，以韩国雕刻家李禹焕的个人展览为契机，开始用相机记录同时代知名美术家的作品。1970年参加第10届日本国际美术展，担任雕刻家丹尼尔·布伦和理查德·塞拉的助手兼记录摄影师。从此他放弃抽象画，转为一名摄影师。他先从东京偏僻画廊开始拍摄，不久获美国洛克菲勒基金会支持，赴美国参观学习。1999年获日本文化艺术财团举办的“第6届日本现代艺术振兴奖”。2004年后担任多摩美术大学客座教授。
2010年5月，北京市中央美术学院美术馆举办“定格：安斋重男摄影展”。
2020年8月13日因心脏衰竭逝世，终年81岁。